# 中国肿瘤临床
《中国肿瘤临床》（英語：Chinese Journal of Clinical Oncology）是中国抗癌协会主办的肿瘤学期刊，主管单位是中国科学技术协会。《中国肿瘤临床》由中国肿瘤学奠基人金显宅于1963年创办，是中国首个肿瘤学学术期刊，也是国家新闻出版广电总局第一批认定的学术期刊之一。

## 历史
《中国肿瘤临床》由中国肿瘤学之父金显宅于1963年创办，原名《天津医药杂志肿瘤学附刊》，是中国首个肿瘤学期刊，金显宅任主编。文化大革命期间，金显宅被扣上“反动学术权威”的帽子，期刊停刊，后于1978年复刊。1984年，期刊改名为《肿瘤临床》，1986年改名为目前的《中国肿瘤临床》。
1997年、1999年和2001年，《中国肿瘤临床》三次获得中国科学技术协会优秀期刊奖励基金。2009年和2013年，《中国肿瘤临床》两次入选“中国科协精品期刊工程项目”，2011年被选为中国精品科技期刊。2014年，《中国肿瘤临床》成为国家新闻出版广电总局第一批认定的学术期刊之一。

## 宗旨与栏目
《中国肿瘤临床》以“引导创新、关注前沿、突出临床、讲求实用”为宗旨，设有“院士论坛”、“基础研究”、“临床研究与应用”、“特约综述”、“国家基金研究进展综述”等栏目。